# Спорт у Израелу
Спорт у Израелу игра важну улогу у израелској култури.
Спорт и спортске активности у земљи подржава Министарство културе и спорта. Најпопуларнији спортови у Израелу су традиционално фудбал (углавном) и кошарка (други спорт по популарности) – при чему се фудбал сматра националним спортом. У фудбалу и кошарци израелски професионални тимови су били конкурентни на међународном нивоу. Израел је међународни центар јеврејског спорта широм света, а од 1932. године у земљи се одржавају Макабијске игре, догађај у олимпијском стилу за јеврејске спортисте. Упркос локацији Израела на азијском континенту, израелска спортска удружења у разним спортовима припадају европским савезима због одбијања многих арапских азијских земаља да се такмиче са израелским спортистима.
Државна подршка и буџетирање спорта у Израелу су релативно ниски у поређењу са другим западним земљама. Међутим, многи израелски спортисти и тимови успели су да стекну међународни успех. Кошаркашка репрезентација Израела освојила је 2 златне медаље на Азијским играма и 1 сребрну медаљу на Европском првенству, а кошаркашки клуб Макаби Тел Авив се сматра једним од најбољих тимова у Европи са 6 титула првака Европе. Фудбалска репрезентација Израела освојила је АФК азијски куп, а израелски Дејвис куп тим пласирао се у полуфинале Дејвис купа 2009. На Олимпијским играма Израел је освојио 13 медаља.

## Историја
Јеврејску физичку спремност промовисао је у 19. веку Макс Нордау кроз концепт Muscular Judaism. Макабејске игре, манифестација у олимпијском стилу организована за јеврејске спортисте, покренута је 1932. и одржава се сваке четири године.
Године 1964. Израел је био домаћин и освојио је АФК азијски куп. Године 1970. фудбалска репрезентација Израела се квалификовала за Светско првенство у фудбалу, што се сматрало великим достигнућем за израелски фудбал. Израел је искључен са Азијских игара 1978. због притиска арапског лобија.